# Laguna del Maule (volcán)
La Laguna del Maule es un complejo volcánico de Argentina y Chile que tiene la forma de una caldera que mide 25 km por 15 km. Esta caldera está parcialmente ocupada por un lago, la Laguna del Maule, y contiene varios estratovolcanes pequeños, domos de lava, conos y cráteres volcánicos.
El campo volcánico yace a una altitud promedio de 2400 m s. n. m. Algunas cumbres alrededor de la Laguna del Maule alcanzan altitudes de 3900 m s. n. m.